# Lối đi giữa rừng bia mộ
Lối đi giữa rừng bia mộ là một phim tội phạm giật gân của Mỹ sản xuất năm 2014. Bộ phim dựa trên một cuốn tiểu thuyết của Lawrence Block của tiểu thuyết) cùng tên, được viết và đạo diễn bởi Scott Frank. Phim có diễn xuất của Liam Neeson, Dan Stevens, David Harbour, Brian Bradley và Boyd Holbrook. Bộ phim đã được phát hành vào ngày 19 Tháng Chín năm 2014.

## Nội dung
Năm 1991, Thám tử Matthew Scudder (Liam Neeson) ở trong một chiếc xe hơi với đối tác của mình. Sau đó ông đi vào một quán bar và uống một tách cà phê. Hai người đàn ông đeo mặt nạ sau đó đi vào và giết người phục vụ, Matt lấy súng và bắn vào họ. Ông chạy ra đường và bắn hạ một người đàn ông. Người đàn ông thứ hai chạy vào oto. Matt bắn người lái xe trong khi người đàn ông thứ 3 bỏ trốn. Matt bắn anh ta vào đùi và theo sau anh ta chạy một số bước và giết chết anh ta.
Tám năm sau, Matt, bây giờ là một người hồi phục sau cai nghiện rượu, trong một quán ăn để ăn khi một người nghiện có tên là Peter (Boyd Holbrook) đến gần anh và hỏi Matt giúp đỡ anh trai là Kenny Kristo (Dan Stevens). Kenny là một kẻ buôn ma túy. vợ tên Carrie đã bị bắt cóc và sau đó bị giết, mặc dù Kenny trả lệ phí đòi tiền chuộc. Kenny cung cấp Matt $ 20,000 để tìm ra kẻ bắt cóc. Lúc đầu, Matt từ chối, nhưng ngày hôm sau Kenny xuất hiện bên ngoài căn hộ của Matt để cầu xin anh ta. Mô tả các sự kiện của vụ bắt cóc vợ mình thông qua một đoạn hồi tưởng, chúng ta thấy rằng khi nhận được một cú điện thoại từ những kẻ bắt cóc, Kenny đã cố gắng để mặc cả giá tiền chuộc từ $ 1,000,000 đến $ 400,000. Những kẻ bắt cóc đồng ý và sau khi bắt Kenny chạy quanh để tìm nơi để vợ, nói với anh vợ của anh đang chờ đợi anh trong một chiếc xe hơi ở Red Hook. Khi Kenny được để xe, tất cả anh thấy là những gói mà giống túi thuốc bột nhưng trong thực tế vợ bị chặt chân tay của mình.
Matt nhìn xung quanh Red Hook để tìm dấu vết. Ông xác định rằng những kẻ bắt cóc đã được rất có thể liên quan với DEA. Tất cả những người mà anh nhắc đi nhắc lại rằng họ đã nhìn thấy một chiếc xe và hai người đàn ông gần nơi Carrie được nhìn thấy lần cuối cùng. Mỗi người Matt hỏi cho anh ta một cái tên khác của những gì đã được viết trên van, hai người đàn ông sơn lại xe. Matt đi đến thư viện để tìm các bài viết về vụ giết người tương tự. Ông đọc hai bài viết về nạn nhân tên là Marie Gotteskind và Leila Anderssen. Đằng sau anh là một đứa trẻ đường phố tên là TJ (Brian "Astro" Bradley). Matt hỏi cậu bé giúp đỡ với tìm kiếm các bài báo khác. Cùng nhau, họ biết rằng một chân đã được tìm thấy trong thùng rác của một người bán hoa, trong khi túi khác đầy với các bộ phận cơ thể đã ở trong ao của một nghĩa trang. Matt đi đến nghĩa trang để nói chuyện với người coi, Jonas Loogan (Olafur Darri Olafsson). Ông ta cố quên việc tìm thấy người phụ nữ chết trong những túi xách, và tức giận khi Matt nhắc lại.
Matt đi nói chuyện với chồng chưa cưới của Leila của Reuben (Mark Consuelos) trong căn hộ của mình và hỏi anh ta về lần cuối cùng anh nhìn thấy Leila. Reuben nói rằng ông đã chứng kiến hai người đàn ông kéo cô vào một chiếc xe, lái xe của một người thứ ba. Matt cũng nghi ngờ Reuben của một kẻ buôn ma túy. Matt nhìn ra cửa sổ và thấy Jonas thoát khỏi một tòa nhà chung cư đối diện căn hộ của họ. Ông đi vào tòa nhà đó và tìm thấy lồng chim bồ câu và một nhà kho ở đầu thuộc về Jonas. Trong đó là một trang của một cuốn sách ông viết, cùng với hình ảnh của Reuben và Leila có quan hệ tình dục. Jonas thừa nhận rằng ông là người lái xe khi ông và hai người đàn ông bắt cóc Leila. Cậu không thích rằng cô đang làm thuốc với Reuben, vì vậy ông đã âm mưu với hai người đàn ông đưa cô ra khỏi đó và giữ cho mình an toàn. Thay vào đó, họ đã Jonas lái xe đến một nơi mà anh đã chứng kiến những kẻ bắt cóc chính tra tấn cô. Đó là khi Jonas đã bỏ trốn khỏi hiện trường. Jonas nuôi chim của mình và cho Matt một tên (Ray) trước khi nhảy ra khỏi mái nhà để chết.
Chúng tôi đáp ứng được hai kẻ bắt cóc, Ray và Albert (David Harbour và Adam David Thompson), trong nhà của họ. Họ lái xe bằng nhà của một kẻ buôn ma túy, Yuri Landau (Sebastian Roche). Sau khi vợ nhận Yuri nằm liệt giường, họ chuẩn bị rời khỏi và tìm kiếm một mục tiêu mới, nhưng sau đó họ nhìn thấy con gái 14 tuổi của Yuri Ludmilla (còn gọi là Lucia (Danielle Rose Russell)), đi bộ con chó của mình. Ray quyết định đưa Lucia sau đêm đó.
Matt đi vào một cửa hàng và yêu cầu chủ sở hữu về Marie Gotteskind. Matt sau đó đi vào một căn hộ nơi ông là tấn công bởi các chủ sở hữu và con trai của ông kể từ khi họ hình như đã nhiều lần cáo buộc giết chết cô. Đó là tiết lộ rằng các cửa hàng là một mặt trận cho hoạt động ma túy của họ và rằng Gotteskind là một điệp viên DEA đang cố gắng thâm nhập vào tổ chức của họ. Ngày hôm sau, Matt được theo sau bởi một người đàn ông ra khỏi một chiếc xe với East Village Hệ thống nước cấp được viết trên đó, tương tự như một trong những kẻ bắt cóc đã được lái xe. Matt phát hiện ra người đàn ông là một đại lý DEA với các đối tác của mình. Họ mất Matt trong một chiếc xe và thả anh ta ra sau khi ông hỏi họ về Marie và không nhận được câu trả lời.
Sau đêm đó, trong một cuộc trò chuyện với TJ, Matt giải thích lý do tại sao anh ấy dừng lại là một cảnh sát. Matt cho thấy rằng trong loạt đá luân lưu (từ cảnh mở đầu), một trong những viên đạn vô tình đánh một cô gái 7 tuổi trong mắt, giết chết cô. Kenny thấy Matt và đưa anh đến nhà Landau nơi những kẻ bắt cóc đã gọi và đang yêu cầu một khoản tiền chuộc cho Lucia. Yuri trả lời và cố gắng đàm phán, nhưng Matt mất điện thoại từ ông và nói với Ray rằng họ sẽ không nhận được một xu nếu Lucia bị hại. Sau khi Ray chứng minh rằng cô gái là an toàn, họ sắp xếp một giọt. Matt gọi TJ và hỏi anh ta để đi đến vị trí của mình và có được một hộp, và đưa nó cho Peter. TJ và Peter mang hộp đến nhà Landau.
Nhóm tất cả đi đến nghĩa trang để đáp ứng với những kẻ bắt cóc. Sau một ngắn đứng ra, Lucia được trả lại cho cha cô với ngón tay bị thương nặng. Albert nhận tiền là giả và hét lên với Ray. Matt sau đó bắn Ray hai lần trong ngực, nhưng Ray được lưu bởi vest chống đạn của ông. Peter bị bắn và thiệt mạng và Matt có thể bắn Ray ở bên cạnh anh, làm bị thương anh ta. Cả hai Albert và Ray có thể trốn thoát trong xe của họ.
Sau khi các cuộc đấu súng, nó được tiết lộ rằng TJ đã lẻn vào phía sau của van của kẻ bắt cóc và theo họ về nhà của họ. Ông lấy tên đường phố và cho phép Matt biết. Trong ngôi nhà của họ, Albert bóp cổ Ray với một Garrote trong tầng hầm. Ông đi lên lầu để ăn khi Matt, Kenny, và TJ vào nhà. Matt còng Albert vào một đường ống và rời bỏ anh để Kenny. Matt gửi TJ trở lại vị trí của mình trong một chiếc taxi. Kenny whacks Albert vào đầu bằng một chai và đi xuống cầu thang để tìm Ray. Albert có thể tự giải thoát mình. Matt quyết định quay trở lại bên trong và kết thúc công việc, nhớ lại 12 bước anh nghe nói tại một cuộc họp AA. Anh ta tìm thấy xác chết bị chặt chân tay của Kenny ở tầng dưới. Albert tấn công Matt và họ chiến đấu trong một thời gian ngắn, trước khi Matt có thể bắn Albert vào đầu.
Matt trở về nhà để tìm TJ ngủ trên đi văng. Ông điểm một bản vẽ mà TJ làm bản thân mình là một siêu anh hùng. Matt ngồi xuống và từ từ nhắm mắt.